# Fontainebleau (postre)
El Fontainebleau es una especialidad culinaria de la ciudad de Fontainebleau (Francia). Puede ser exclusivamente a base de crème fraîche o también a base de crema batida y queso fresco blanco de vaca.
Con un contenido de grasa del 60%, su vida útil se limita a dos días para la versión fresca, de solo la crème. Tiene la forma de una espuma blanca y aireada de unos diez centímetros de diámetro, generalmente presentada en un recipiente pequeño o en un plato y envuelta en una muselina para mantenerla.
Esta especialidad se remonta al siglo XVIII en el antiguo depósito de crema de leche de la calle principal de Fontainebleau. Se desconoce su autor. Del mismo modo, no sabemos si la preparación original incluía o no crema chantilly, que entonces estaba de moda, o si se hacían como en Anjou, es decir con las claras de huevo para aligerarlo.